# (21672) Laichunju
(21672) Laichunju (1999 RK14) – planetoida z pasa głównego asteroid okrążająca Słońce w ciągu 4,09 lat w średniej odległości 2,56 j.a. Odkryta 7 września 1999 roku.